# Evonne Goolagong
Evonne Fay Goolagong Cawley AO MBE (Griffith, Nova Gal·les del Sud, 31 de juliol de 1951) és una exjugadora de tennis d'Austràlia que fou número 1 del rànquing individual. La seva família és aborigen australiana, concretament del clan de Wiradjuri.
Fou una de les principals tennistes en les dècades 1970 i 1980, va guanyar 68 títols individuals i 11 dobles, entre els quals destaquen un total de 14 títols de Grand Slam (set individuals, sis en dobles femenins i un en dobles mixts), guanyant-los tots a excepció del US Open, del qual en fou finalista. Va guanyar el primer títol de Grand Slam amb només dinou anys, i també fou la primera tennista mare que guanyava el títol de Wimbledon individual en 66 anys.
Va formar part de l'equip australià de Copa Federació que va guanyar tres títols en quatre anys, i posteriorment també en fou la capitana. L'any 1971 va ser elegida australiana de l'any i l'any 1988 va entrar al prestigiós Saló Internacional de la Fama del Tennis. També fou condecorada com a membre de l'Orde de l'Imperi Britànic l'any 1972, i oficial de l'Orde d'Austràlia el 1982.
Després de la seva retirada va crear un campament de desenvolupament per nens i nenes indígenes, per tal de promoure una millor salut, educació i ocupació.

## Biografia
Evonne Fay Goolagong fou la tercera de vuit germans d'una família aborigen australiana, els seus pares Kenny i Melinda eren membres de la tribu Wiradjuri. Va néixer a Griffith (Nova Gal·les del Sud) i va créixer al petit poble de Barellan. Al principi, no podia jugar al tennis a causa de la discriminació que patien els aborígens, però quan mirava per la tanca del club de tennis, Bill Kurtzman li demana d'entrar. Van descobrir que tenia talent i van donar el seu nom al director del club de tennis de Sydney, Vic Edwards. En comprovar el seu potencial, va convèncer els seus pares de traslladar-se a Sydney per assistir a l'institut Willoughby Girls High School, on es va graduar l'any 1968 mentre era entrenada pel mateix Edwards, que va exercir com a tutor, entrenador i representant. Tres anys més tard, Goolagong jugaria per la primera vegada el Torneig de Wimbledon.
Es va casar amb el tennista britànic Roger Cawley a Londres el 19 de juny de 1975, una setmana abans de la disputa de Wimbledon i mentre competia en el torneig d'Eastbourne. Curiosament, com que el quadre de Wimbledon ja estava establert, fins al segon partit no va poder competir amb el seu nom de casada. El matrimoni es va establir a Naples (Florida), i després de viure als Estats Units durant vuit anys, es van traslladar a Noosa Heads (Queensland) amb els seus dos fills, Kelly Inala (1977) i Morgan Kiema (1981).
Goolagong fou membre de la comissió australiana d'esports entre 1995 i 1997, i posteriorment fou ambaixadora d'esports dels aborígens i de les comunitats dels Illencs de l'estret de Torres. L'any 2002 va assolir la capitania de l'equip australià de Copa Federació. Anualment organitza el "Goolagong National Development Camp", un campus per facilitar a la mainada aborigen a jugar tennis competitiu.
L'any 1971 fou guardonada amb el premi australià de l'any i el 1982 rebé la distinció d'Oficial de l'Orde d'Austràlia. També va entrar en el Saló de la fama de l'esport australià (1985) i en el Saló Internacional de la Fama del Tennis (1988).

## Torneigs de Grand Slam

### Individual: 18 (7−11)
| Resultat   | Núm. | Any  | Torneig                         | Oponent              | Marcador         |
| ---------- | ---- | ---- | ------------------------------- | -------------------- | ---------------- |
| Finalista  | 1.   | 1971 | Open d'Austràlia                | Margaret Court       | 6−2, 6−7(0), 5−7 |
| Guanyadora | 1.   | 1971 | Roland Garros                   | Helen Gourlay        | 6−3, 7−5         |
| Guanyadora | 2.   | 1971 | Wimbledon                       | Margaret Court       | 6−4, 6−1         |
| Finalista  | 2.   | 1972 | Open d'Austràlia (2)            | Virginia Wade        | 4−6, 4−6         |
| Finalista  | 3.   | 1972 | Roland Garros                   | Billie Jean King     | 3−6, 3−6         |
| Finalista  | 4.   | 1972 | Wimbledon                       | Billie Jean King     | 3−6, 3−6         |
| Finalista  | 5.   | 1973 | Open d'Austràlia (3)            | Margaret Court       | 4−6, 5−7         |
| Finalista  | 6.   | 1973 | US Open                         | Margaret Court       | 6−7(2), 7−5, 2−6 |
| Guanyadora | 3.   | 1974 | Open d'Austràlia                | Chris Evert          | 7−6(5), 4−6, 6−0 |
| Finalista  | 7.   | 1974 | US Open (2)                     | Billie Jean King     | 6−3, 3−6, 5−7    |
| Guanyadora | 4.   | 1975 | Open d'Austràlia (2)            | Martina Navrátilová  | 6−3, 6−2         |
| Finalista  | 8.   | 1975 | Wimbledon (2)                   | Billie Jean King     | 0−6, 1−6         |
| Finalista  | 9.   | 1975 | US Open (3)                     | Chris Evert          | 7−5, 4−6, 2−6    |
| Guanyadora | 5.   | 1976 | Open d'Austràlia (3)            | Renáta Tomanová      | 6−2, 6−2         |
| Finalista  | 10.  | 1976 | Wimbledon (3)                   | Chris Evert          | 3−6, 6−4, 6−8    |
| Finalista  | 11.  | 1976 | US Open (4)                     | Chris Evert          | 3−6, 0−6         |
| Guanyadora | 6.   | 1977 | Open d'Austràlia (desembre) (4) | Helen Gourlay Cawley | 6−3, 6−0         |
| Guanyadora | 7.   | 1980 | Wimbledon (2)                   | Chris Evert          | 6−1, 7−6(4)      |

### Dobles femenins: 6 (5−1)
| Resultat   | Núm. | Any  | Torneig                         | Parella              | Oponents                             | Marcador                            |
| ---------- | ---- | ---- | ------------------------------- | -------------------- | ------------------------------------ | ----------------------------------- |
| Guanyadora | 1.   | 1971 | Open d'Austràlia                | Margaret Court       | Joy Emerson Lesley Hunt              | 6−0, 6−0                            |
| Finalista  | 1.   | 1971 | Wimbledon                       | Margaret Court       | Rosemary Casals Billie Jean King     | 3−6, 2−6                            |
| Guanyadora | 2.   | 1974 | Open d'Austràlia (2)            | Peggy Michel         | Kerry Harris Kerry Melville          | 7−5, 6−3                            |
| Guanyadora | 3.   | 1974 | Wimbledon                       | Peggy Michel         | Helen Gourlay Karen Krantzcke        | 2−6, 6−4, 6−3                       |
| Guanyadora | 4.   | 1975 | Open d'Austràlia (3)            | Peggy Michel         | Margaret Court Olga Morozova         | 7−6, 7−6                            |
| Guanyadora | 5.   | 1976 | Open d'Austràlia (4)            | Helen Gourlay        | Renáta Tomanová Lesley Turner Bowrey | 8−1                                 |
| Guanyadora | 6.   | 1977 | Open d'Austràlia (desembre) (5) | Helen Gourlay Cawley | Mona Guerrant Kerry Melville Reid    | Títol compartit Final suspesa pluja |

### Dobles mixts: 2 (1−1)
| Resultat   | Núm. | Any  | Torneig       | Parella     | Oponents                           | Marcador |
| ---------- | ---- | ---- | ------------- | ----------- | ---------------------------------- | -------- |
| Guanyadora | 1.   | 1972 | Roland Garros | Kim Warwick | Françoise Dürr Jean-Claude Barclay | 6−2, 6−4 |
| Finalista  | 1.   | 1972 | Wimbledon     | Kim Warwick | Rosemary Casals Ilie Năstase       | 4−6, 4−6 |

## Carrera esportiva
Goolagong és una de les tennistes més importants de la història del tennis destacant durant la dècada del 1970. En el seu palmarès hi ha un total de 86 títols individuals entre els quals destaquen els set de categoria Grand Slam. Va disputar disset finals de Grand Slam individuals en aquesta dècada, i especialment entre 1973 i 1978 va disputar gairebé totes les finals de torneigs Grand Slam en els quals va participar amb l'excepció de Wimbledon, que només disputà en dues ocasions i amb derrota. Va disputar quatre finals consecutives del US Open (1973−1976) però les va perdre totes. En canvi, en l'Open d'Austràlia va encadenar set finals consecutives, perdent en les tres primeres però guanyant quatre títols consecutius
A partir de 1977, coincidint amb el naixement de la seva primera filla, Goolagong va continuar jugant a tennis però no tota la temporada completa. A més, es va centrar en la lliga World Team Tennis i en esdeveniments d'exhibició. En les següents temporades va patir diverses lesions que la van apartar del circuit. Només va aconseguir un títol important en aquesta època, Wimbledon l'any 1980. Tanmateix, segueix sent l'única tennista des de la Primera Guerra Mundial que ha guanyat un títol de Grand Slam sent mare. Cada vegada amb aparicions més esporàdiques, finalment es retirà després de la disputat del torneig de Wimbledon de 1983.
El seu percentatge de victòries durant la seva carrera superà el 81% amb 704 victòries i 165 derrotes, i en torneigs de Grand Slam el superà lleugerament fins al 82%. Encapçalà el rànquing individual femení durant dues setmanes l'any 1976, però aquest fet no fou notificat en aquell moment a causa de les dades incompletes per calcular el rànquing. Aquesta dada no fou descoberta fins al desembre de 2007, 31 anys després, que es va fer un recàlcul total amb totes les dades completes. D'aquesta manera, va esdevenir la segona dona en ser número 1 del rànquing.

## Palmarès

### Individual: 122 (69−53)
| Títols per superfície |
| --------------------- |
| Dura (2−4)            |
| Gespa (34−18)         |
| Terra batuda (16−19)  |
| Moqueta (16−12)       |

| Resultat   | Núm. | Data                   | Torneig                                                 | Superfície   | Oponent                | Marcador           |
| ---------- | ---- | ---------------------- | ------------------------------------------------------- | ------------ | ---------------------- | ------------------ |
| Finalista  | 1.   | 10 d'octubre de 1968   | Launceston, Austràlia                                   | Terra batuda | Karen Krantzcke        | 1−6, 1−6           |
| Guanyadora | 1.   | 6 de juliol de 1970    | Newport, Regne Unit                                     | Gespa        | Patti Hogan            | 6−0, 8−6           |
| Guanyadora | 2.   | 13 de juliol de 1970   | Hoylake, Regne Unit                                     | Gespa        | Kerry Melville         | 2−6, 6−2, 6−1      |
| Finalista  | 2.   | 25 d'agost de 1970     | Kitzbühel, Àustria                                      | Terra batuda | Helga Masthoff         | 5−7, 3−6           |
| Guanyadora | 3.   | 31 d'octubre de 1970   | Toowoomba, Austràlia                                    | Terra batuda | Margeret Tesch         | 6−3, 7−5           |
| Guanyadora | 4.   | 10 de novembre de 1970 | Brisbane, Austràlia                                     | Gespa        | Kristien Kemmer        | 6−3, 6−2           |
| Guanyadora | 5.   | 29 de desembre de 1970 | Christchurch, Nova Zelanda                              | Gespa        | Betty Stöve            | 6−1, 6−4           |
| Guanyadora | 6.   | 25 de gener de 1971    | Melbourne, Austràlia                                    | Gespa        | Margaret Smith Court   | 7−6(3), 7−6(2)     |
| Finalista  | 3.   | 3 de març de 1971      | Auckland, Nova Zelanda                                  | Gespa        | Margaret Smith Court   | 6−3, 6−7, 2−6      |
| Finalista  | 4.   | 7 de març de 1971      | Open d'Austràlia, Austràlia                             | Gespa        | Margaret Smith Court   | 6−2, 6−7, 5−7      |
| Finalista  | 5.   | 5 d'abril de 1971      | Johannesburg, Sud-àfrica                                | Dura         | Margaret Smith Court   | 3−6, 1−6           |
| Guanyadora | 7.   | 26 d'abril de 1971     | Sutton, Regne Unit                                      | Terra batuda | Joyce Barclay          | 7−5, 2−6, 6−3      |
| Finalista  | 6.   | 17 de maig de 1971     | Bournemouth, Regne Unit                                 | Terra batuda | Margaret Smith Court   | 5−7, 1−6           |
| Guanyadora | 8.   | 24 de maig de 1971     | Roland Garros, França                                   | Terra batuda | Helen Gourlay          | 6−3, 7−5           |
| Guanyadora | 9.   | 21 de juny de 1971     | Wimbledon, Regne Unit                                   | Gespa        | Margaret Smith Court   | 6−4, 6−1           |
| Finalista  | 7.   | 5 de juliol de 1971    | Dublín, Irlanda                                         | Gespa        | Margaret Smith Court   | 3−6, 6−2, 3−6      |
| Guanyadora | 10.  | 19 de juliol de 1971   | Leicester, Regne Unit                                   | Gespa        | Patti Hogan            | 6−2, 6−4           |
| Guanyadora | 11.  | 26 de juliol de 1971   | Hilversum, Països Baixos                                | Terra batuda | Christina Sandberg     | 8−6, 6−3           |
| Finalista  | 8.   | 9 d'agost de 1971      | Toronto, Canadà                                         | Terra batuda | Françoise Dürr         | 4−6, 2−6           |
| Guanyadora | 12.  | 12 d'octubre de 1971   | Edimburg, Regne Unit                                    | Moqueta (i)  | Françoise Dürr         | 6−0, 6−4           |
| Finalista  | 9.   | 2 de novembre de 1971  | Port Talbot, Regne Unit                                 | Moqueta (i)  | Virginia Wade          | 6−7, 3−6           |
| Guanyadora | 13.  | 8 de novembre de 1971  | Torquay, Regne Unit                                     | Moqueta (i)  | Françoise Dürr         | 6−1, 6−0           |
| Guanyadora | 14.  | 6 de desembre de 1971  | Brisbane (2)                                            | Gespa        | Helen Gourlay          | 6−2, 7−6           |
| Guanyadora | 15.  | 13 de desembre de 1971 | Brisbane                                                | Terra batuda | Mona Schallau          | 6−1, 6−1           |
| Finalista  | 10.  | 27 de desembre de 1971 | Open d'Austràlia (2)                                    | Gespa        | Virginia Wade          | 4−6, 4−6           |
| Guanyadora | 16.  | 4 de gener de 1972     | Sydney, Austràlia                                       | Gespa        | Virginia Wade          | 6−1, 7−6(4)        |
| Guanyadora | 17.  | 19 de gener de 1972    | Adelaida, Austràlia                                     | Gespa        | Olga Morozova          | 7−6(4), 6−3        |
| Guanyadora | 18.  | 1 de febrer de 1972    | Perth, Austràlia                                        | Gespa        | Olga Morozova          | 6−2, 7−5           |
| Guanyadora | 19.  | 27 de març de 1972     | Johannesburg                                            | Dura         | Virginia Wade          | 4−6, 6−3, 6−0      |
| Guanyadora | 20.  | 8 de maig de 1972      | Bournemouth                                             | Terra batuda | Helga Masthoff         | 6−0, 6−4           |
| Guanyadora | 21.  | 15 de maig de 1972     | Guildford, Regne Unit                                   | Terra batuda | Joyce Barclay          | 7−5, 6−2           |
| Finalista  | 11.  | 22 de maig de 1972     | Roland Garros                                           | Terra batuda | Billie Jean King       | 3−6, 3−6           |
| Finalista  | 12.  | 26 de juny de 1972     | Wimbledon                                               | Gespa        | Billie Jean King       | 3−6, 3−6           |
| Guanyadora | 22.  | 10 de juliol de 1972   | Dublín                                                  | Gespa        | Pat Pretorius          | 2−6, 6−1, 6−2      |
| Finalista  | 13.  | 17 de juliol de 1972   | Hoylake                                                 | Gespa        | Betty Stöve            | Final no disputada |
| Finalista  | 14.  | 1 d'agost de 1972      | Cincinnati, Estats Units                                | Terra batuda | Margaret Smith Court   | 6−3, 2−6, 5−7      |
| Finalista  | 15.  | 7 d'agost de 1972      | Indianapolis, Estats Units                              | Terra batuda | Chris Evert            | 6−7(2), 1−6        |
| Guanyadora | 23.  | 14 d'agost de 1972     | Toronto                                                 | Terra batuda | Virginia Wade          | 6−3, 6−1           |
| Guanyadora | 24.  | 21 de novembre de 1972 | Melbourne                                               | Terra batuda | Patricia Coleman       | 6−7, 6−2, 6−2      |
| Guanyadora | 25.  | 27 de novembre de 1972 | Brisbane (3)                                            | Gespa        | Glynis Coles           | 6−0, 7−5           |
| Finalista  | 16.  | 4 de desembre de 1972  | Perth                                                   | Gespa        | Margaret Smith Court   | 3−6, 2−6           |
| Guanyadora | 26.  | 11 de desembre de 1972 | Adelaida (2)                                            | Gespa        | Kerry Harris           | 6−1, 6−2           |
| Finalista  | 17.  | 26 de desembre de 1972 | Open d'Austràlia (3)                                    | Gespa        | Margaret Smith Court   | 4−6, 5−7           |
| Finalista  | 18.  | 2 de gener de 1973     | Sydney                                                  | Gespa        | Margaret Smith Court   | 6−4, 3−6, 8−10     |
| Guanyadora | 27.  | 9 de gener de 1973     | Auckland                                                | Gespa        | Marilyn Pryde          | 6−0, 6−1           |
| Finalista  | 19.  | 5 de març de 1973      | Dallas, Estats Units                                    | Moqueta (i)  | Virginia Wade          | 4−6, 1−6           |
| Guanyadora | 28.  | 12 de març de 1973     | Boston, Estats Units                                    | Moqueta      | Virginia Wade          | 6−4, 6−4           |
| Finalista  | 20.  | 2 d'abril de 1973      | Sarasota, Estats Units                                  | Terra batuda | Chris Evert            | 3−6, 2−6           |
| Finalista  | 21.  | 9 d'abril de 1973      | Miami, Estats Units                                     | Terra batuda | Chris Evert            | 6−3, 3−6, 2−6      |
| Finalista  | 22.  | 16 d'abril de 1973     | Saint Petersburg, Estats Units                          | Terra batuda | Chris Evert            | 2−6, 6−0, 4−6      |
| Finalista  | 23.  | 7 de maig de 1973      | Bournemouth (2)                                         | Terra batuda | Virginia Wade          | 4−6, 4−6           |
| Guanyadora | 29.  | 14 de maig de 1973     | Lee-on-Solent, Regne Unit                               | Terra batuda | Pat Pretorius          | 6−3, 6−2           |
| Guanyadora | 30.  | 4 de juny de 1973      | Roma, Itàlia                                            | Terra batuda | Chris Evert            | 7−6(4), 6−0        |
| Finalista  | 24.  | 18 de juny de 1973     | Londres, Regne Unit                                     | Gespa        | Olga Morozova          | 2−6, 3−6           |
| Finalista  | 25.  | 9 de juliol de 1973    | Düsseldorf, Alemanya Occidental                         | Terra batuda | Helga Masthoff         | 4−6, 4−6           |
| Guanyadora | 31.  | 16 de juliol de 1973   | Kitzbühel                                               | Terra batuda | Olga Morozova          | Final no disputada |
| Guanyadora | 32.  | 6 d'agost de 1973      | Cincinnati                                              | Terra batuda | Chris Evert            | 6−2, 7−5           |
| Guanyadora | 33.  | 20 d'agost de 1973     | Toronto                                                 | Terra batuda | Helga Masthoff         | 7−6(2), 6−4        |
| Finalista  | 26.  | 27 d'agost de 1973     | US Open, Estats Units                                   | Gespa        | Margaret Smith Court   | 6−7, 7−4, 2−6      |
| Guanyadora | 34.  | 10 de setembre de 1973 | Charlotte, Estats Units                                 | Terra batuda | Eugenia Birioukova     | 6−2, 6−0           |
| Guanyadora | 35.  | 5 d'octubre de 1973    | Tòquio, Japó                                            |              | Helga Masthoff         | 7−6, 6−3           |
| Finalista  | 27.  | 20 de novembre de 1973 | Johannesburg (2)                                        | Dura         | Chris Evert            | 3−6, 3−6           |
| Guanyadora | 36.  | 10 de desembre de 1973 | Perth (2)                                               | Gespa        | Kerry Harris           | 7−6, 6−1           |
| Guanyadora | 37.  | 24 de desembre de 1973 | Open d'Austràlia                                        | Gespa        | Chris Evert            | 7−6, 4−6, 6−0      |
| Finalista  | 28.  | 29 de desembre de 1973 | Sydney (2)                                              | Gespa        | Karen Krantzcke        | 2−6, 3−6           |
| Guanyadora | 38.  | 7 de gener de 1974     | Auckland (2)                                            | Gespa        | Ann Kiyomura           | 6−3, 6−1           |
| Finalista  | 29.  | 8 d'abril de 1974      | Sarasota (2)                                            | Terra batuda | Chris Evert            | 4−6, 0−6           |
| Finalista  | 30.  | 26 d'agost de 1974     | US Open (2)                                             | Gespa        | Billie Jean King       | 6−3, 3−6, 5−7      |
| Guanyadora | 39.  | 23 de setembre de 1974 | Denver, Estats Units                                    | Moqueta (i)  | Chris Evert            | 7−5, 3−6, 6−4      |
| Guanyadora | 40.  | 14 d'octubre de 1974   | Virginia Slims Championships, Los Angeles, Estats Units | Moqueta (i)  | Chris Evert            | 6−3, 6−4           |
| Guanyadora | 41.  | 25 de novembre de 1974 | Brisbane (4)                                            | Gespa        | Cynthia Sieler-Doerner | 6−1, 6−2           |
| Finalista  | 31.  | 2 de desembre de 1974  | Adelaida                                                | Gespa        | Olga Morozova          | 6−7, 6−2, 2−6      |
| Guanyadora | 42.  | 16 de desembre de 1974 | Sydney (2)                                              | Gespa        | Margaret Smith Court   | 6−3, 7−5           |
| Guanyadora | 43.  | 21 de desembre de 1974 | Open d'Austràlia (2)                                    | Gespa        | Martina Navrátilová    | 6−3, 6−2           |
| Guanyadora | 44.  | 6 de gener de 1975     | Auckland (3)                                            | Gespa        | Linda Mottram          | 6−2, 7−5           |
| Guanyadora | 45.  | 17 de febrer de 1975   | Detroit, Estats Units                                   | Moqueta (i)  | Margaret Smith Court   | 6−3, 3−6, 6−3      |
| Finalista  | 32.  | 3 de març de 1975      | Boston                                                  | Moqueta (i)  | Martina Navrátilová    | 2−6, 6−4, 3−6      |
| Finalista  | 33.  | 23 de juny de 1975     | Wimbledon (2)                                           | Gespa        | Billie Jean King       | 0−6, 1−6           |
| Finalista  | 34.  | 25 d'agost de 1975     | US Open (3)                                             | Terra batuda | Chris Evert            | 7−5, 4−6, 2−6      |
| Finalista  | 35.  | 12 de setembre de 1975 | Charlotte                                               | Terra batuda | Martina Navrátilová    | 6−4, 2−6, 5−7      |
| Finalista  | 36.  | 16 de setembre de 1975 | Tòquio                                                  | Moqueta (i)  | Margaret Smith Court   | 7−6(4), 1−6, 5−7   |
| Finalista  | 37.  | 20 d'octubre de 1975   | Hilton Head, Estats Units                               | Terra batuda | Chris Evert            | 1−6, 1−6           |
| Finalista  | 38.  | 10 de novembre de 1975 | Edimburg                                                | Moqueta (i)  | Virginia Wade          | 3−6, 2−6           |
| Guanyadora | 46.  | 15 de desembre de 1975 | Sydney (3)                                              | Gespa        | Sue Barker             | 6−2, 6−4           |
| Guanyadora | 47.  | 26 de desembre de 1975 | Open d'Austràlia (3)                                    | Gespa        | Renata Tomanova        | 6−2, 6−2           |
| Finalista  | 39.  | 5 de gener de 1976     | Austin, Estats Units                                    | Dura         | Chris Evert            | 4−6, 6−7           |
| Guanyadora | 48.  | 25 de gener de 1976    | Chicago, Estats Units                                   | Moqueta (i)  | Virginia Wade          | 3−6, 6−3, 6−2      |
| Guanyadora | 49.  | 3 de febrer de 1976    | Akron, Estats Units                                     | Moqueta (i)  | Virginia Wade          | 6−2, 3−6, 6−2      |
| Finalista  | 40.  | 23 de febrer de 1976   | Sarasota (3)                                            | Moqueta (i)  | Chris Evert            | 3−6, 0−6           |
| Finalista  | 41.  | 1 de març de 1976      | San Francisco, Estats Units                             | Moqueta (i)  | Chris Evert            | 5−7, 6−7(2)        |
| Guanyadora | 50.  | 15 de març de 1976     | Dallas                                                  | Moqueta (i)  | Martina Navrátilová    | 6−1, 6−1           |
| Guanyadora | 51.  | 22 de març de 1976     | Boston (2)                                              | Moqueta (i)  | Virginia Wade          | 6−2, 6−0           |
| Guanyadora | 52.  | 29 de març de 1976     | Filadèlfia, Estats Units                                | Moqueta (i)  | Chris Evert            | 6−3, 7−6(3)        |
| Guanyadora | 53.  | 12 d'abril de 1976     | Virginia Slims Championships, Los Angeles (2)           | Moqueta (i)  | Chris Evert            | 6−3, 6−4           |
| Finalista  | 42.  | 21 de juny de 1976     | Wimbledon (3)                                           | Gespa        | Chris Evert            | 3−6, 6−4, 6−8      |
| Finalista  | 43.  | 30 d'agost de 1976     | US Open (4)                                             | Terra batuda | Chris Evert            | 3−6, 0−6           |
| Guanyadora | 54.  | 12 d'octubre de 1976   | Hilton Head                                             | Terra batuda | Virginia Wade          | 6−3, 6−4           |
| Finalista  | 44.  | 29 de setembre de 1977 | Hilton Head (2)                                         | Terra batuda | Virginia Wade          | 4−6, 7−6, 3−6      |
| Guanyadora | 55.  | 14 de novembre de 1977 | Sydney (4)                                              | Gespa        | Kerry Reid             | 6−1, 6−3           |
| Guanyadora | 56.  | 6 de desembre de 1977  | Melbourne (2)                                           | Gespa        | Wendy Turnbull         | 6−4, 6−1           |
| Guanyadora | 57.  | 12 de desembre de 1977 | Sydney (5)                                              | Gespa        | Sue Barker             | 6−2, 6−3           |
| Guanyadora | 58.  | 19 de desembre de 1977 | Open d'Austràlia (4)                                    | Gespa        | Helen Gourlay Cawley   | 6−3, 6−0           |
| Guanyadora | 59.  | 9 de gener de 1978     | Hollywood, Estats Units                                 | Moqueta (i)  | Wendy Turnbull         | 6−2, 6−3           |
| Finalista  | 45.  | 30 de gener de 1978    | Chicago                                                 | Moqueta (i)  | Martina Navrátilová    | 7−6, 2−6, 2−6      |
| Guanyadora | 60.  | 6 de març de 1978      | Dallas (2)                                              | Moqueta (i)  | Tracy Austin           | 4−6, 6−0, 6−2      |
| Guanyadora | 61.  | 13 de març de 1978     | Boston (3)                                              | Moqueta (i)  | Chris Evert            | 4−6, 6−1, 6−4      |
| Finalista  | 46.  | 27 de març de 1978     | Virginia Slims Championships, Oakland, Estats Units     | Moqueta (i)  | Martina Navrátilová    | 6−7(5), 4−6        |
| Guanyadora | 62.  | 29 de maig de 1978     | Surbiton, Regne Unit                                    | Gespa        | Winnie Shaw            | 6−1, 6−1           |
| Guanyadora | 63.  | 5 de juny de 1978      | Beckenham, Regne Unit                                   | Gespa        | Laura duPont           | 6−4, 6−2           |
| Guanyadora | 64.  | 12 de juny de 1978     | Chichester, Regne Unit                                  | Gespa        | Pam Teeguarden         | 6−4, 6−4           |
| Guanyadora | 65.  | 4 de juny de 1979      | Beckenham (2)                                           | Gespa        | Pam Shriver            | 6−3, 6−2           |
| Guanyadora | 66.  | 10 de juny de 1979     | Chichester (2)                                          | Gespa        | Sue Barker             | 6−1, 6−4           |
| Finalista  | 47.  | 6 d'agost de 1979      | Indianapolis (2)                                        | Terra batuda | Chris Evert            | 4−6, 3−6           |
| Finalista  | 48.  | 10 de setembre de 1979 | Tòquio (2)                                              | Dura         | Billie Jean King       | 4−6, 5−7           |
| Guanyadora | 67.  | 1 d'octubre de 1979    | Minneapolis, Estats Units                               | Moqueta (i)  | Dianne Fromholtz       | 6−3, 6−4           |
| Guanyadora | 68.  | 22 d'octubre de 1979   | Tampa, Estats Units                                     | Dura         | Virginia Wade          | 6−0, 6−3           |
| Finalista  | 49.  | 11 de febrer de 1980   | Oakland, Estats Units                                   | Moqueta (i)  | Martina Navrátilová    | 1−6, 6−7           |
| Finalista  | 50.  | 18 de febrer de 1980   | Detroit                                                 | Moqueta (i)  | Billie Jean King       | 3−6, 0−6           |
| Finalista  | 51.  | 3 de març de 1980      | Dallas (2)                                              | Moqueta (i)  | Martina Navrátilová    | 3−6, 2−6           |
| Finalista  | 52.  | 9 de juny de 1980      | Chichester                                              | Gespa        | Chris Evert            | 6−3, 6−7, 7−5      |
| Guanyadora | 69.  | 23 de juny de 1980     | Wimbledon (2)                                           | Gespa        | Chris Evert            | 6−1, 7−6           |
| Finalista  | 53.  | 22 de novembre de 1982 | Sydney (3)                                              | Gespa        | Martina Navrátilová    | 0−6, 6−3, 1−6      |

#### Períodes com a número 1
| Núm. | Predecessora | Dates                   | Successora  | Setmanes | Acumulat |
| ---- | ------------ | ----------------------- | ----------- | -------- | -------- |
| 1.   | Chris Evert  | 26/04/1976 − 09/05/1976 | Chris Evert | 2        | 2        |

### Dobles femenins: 90 (51−39)
| Títols per superfície |
| --------------------- |
| Dura (7−1)            |
| Gespa (23−12)         |
| Terra batuda (14−16)  |
| Moqueta (7−10)        |

| Resultat   | Núm. | Data                   | Torneig                               | Superfície   | Parella              | Oponents                              | Marcador            |
| ---------- | ---- | ---------------------- | ------------------------------------- | ------------ | -------------------- | ------------------------------------- | ------------------- |
| Finalista  | 1.   | 10 d'octubre de 1968   | Launceston, Austràlia                 | Terra batuda | Patricia Edwards     | Kerry Harris Karen Krantzcke          | 2−6, 5−7            |
| Finalista  | 2.   | 20 d'abril de 1970     | Sutton, Regne Unit                    | Terra batuda | Patricia Edwards     | Margaret Smith Court Joyce Barclay    | 2−6, 1−6            |
| Finalista  | 3.   | 8 de juny de 1970      | Beckenham, Regne Unit                 | Gespa        | Patricia Edwards     | Patti Hogan Peggy Michel              | 3−6, 4−6            |
| Guanyadora | 1.   | 31 d'octubre de 1970   | Toowoomba, Austràlia                  | Terra batuda | Patricia Edwards     | Anne Coleman Margeret Tesch           | 7−6, 6−4            |
| Finalista  | 4.   | 29 de desembre de 1970 | Christchurch, Nova Zelanda            | Gespa        | Gail Sherriff        | Kathleen Harter Winnie Shaw           | 4−6, 6−4, 5−7       |
| Guanyadora | 2.   | 30 de desembre de 1970 | Perth, Austràlia                      | Gespa        | Margaret Smith Court | Winnie Shaw Virginia Wade             | 6−4, 7−5            |
| Guanyadora | 3.   | 3 de març de 1971      | Auckland, Nova Zelanda                | Gespa        | Margaret Smith Court | Lesley Turner Winnie Shaw             | 7−6, 6−0            |
| Guanyadora | 4.   | 7 de març de 1971      | Open d'Austràlia, Austràlia           | Gespa        | Margaret Smith Court | Joy Emerson Lesley Hunt               | 6−0, 6−0            |
| Guanyadora | 5.   | 29 de març de 1971     | Durban, Sud-àfrica                    | Dura         | Margaret Smith Court | Kerry Harris Winnie Shaw              | 3−6, 6−3, 6−3       |
| Guanyadora | 6.   | 5 d'abril de 1971      | Johannesburg, Sud-àfrica              | Dura         | Margaret Smith Court | Brenda Kirk Laura Rossouw             | 6−3, 6−2            |
| Guanyadora | 7.   | 26 d'abril de 1971     | Sutton                                | Terra batuda | Joyce Barclay        | Shirley Bloomer Jill Cooper           | 6−4, 6−3            |
| Finalista  | 5.   | 10 de maig de 1971     | Hurlingham, Regne Unit                | Terra batuda | Margaret Smith Court | Rosie Casals Billie Jean King         | 1−6, 4−6            |
| Finalista  | 6.   | 17 de maig de 1971     | Bournemouth, Regne Unit               | Terra batuda | Margaret Smith Court | Mary-Ann Eisel Françoise Dürr         | 3−6, 7−5, 4−6       |
| Finalista  | 7.   | 21 de juny de 1971     | Wimbledon, Regne Unit                 | Gespa        | Margaret Smith Court | Rosie Casals Billie Jean King         | 3−6, 2−6            |
| Finalista  | 8.   | 5 de juliol de 1971    | Dublín, Irlanda                       | Gespa        | Margaret Smith Court | Lesley Turner Betty Stöve             | 5−7, 1−6            |
| Finalista  | 9.   | 12 de juliol de 1971   | Hoylake, Regne Unit                   | Gespa        | Margaret Smith Court | Rosie Casals Billie Jean King         | Renúncia            |
| Guanyadora | 8.   | 19 de juliol de 1971   | Leicester, Regne Unit                 | Gespa        | Judy Tegart-Dalton   | Barbara Hawcroft Patti Hogan          | 8−6, 6−4            |
| Finalista  | 10.  | 9 d'agost de 1971      | Toronto, Canadà                       | Terra batuda | Lesley Turner        | Rosie Casals Françoise Dürr           | 3−6, 2−6            |
| Finalista  | 11.  | 19 d'octubre de 1971   | Billingham, Regne Unit                | Moqueta (i)  | Julie Heldman        | Françoise Dürr Virginia Wade          | 3−6, 6−4, 2−6       |
| Guanyadora | 9.   | 12 d'octubre de 1971   | Edimburg, Regne Unit                  | Moqueta (i)  | Julie Heldman        | Patti Hogan Nell Truman               | 6−3, 6−0            |
| Finalista  | 12.  | 23 d'octubre de 1971   | Londres, Regne Unit                   | Dura (i)     | Julie Heldman        | Françoise Dürr Virginia Wade          | 6−3, 5−7, 3−6       |
| Finalista  | 13.  | 2 de novembre de 1971  | Port Talbot, Regne Unit               | Moqueta (i)  | Julie Heldman        | Françoise Dürr Virginia Wade          | 5−7, 4−6            |
| Guanyadora | 10.  | 8 de novembre de 1971  | Torquay, Regne Unit                   | Moqueta (i)  | Julie Heldman        | Françoise Dürr Virginia Wade          | 7−6, 6−4            |
| Guanyadora | 11.  | 18 de novembre de 1971 | Dewar Cup Final, Londres, Regne Unit  | Moqueta (i)  | Julie Heldman        | Françoise Dürr Virginia Wade          | 7−5, 6−4            |
| Finalista  | 14.  | 6 de desembre de 1971  | Brisbane, Austràlia                   | Gespa        | Janet Young          | Helen Gourlay Kerry Harris            | 7−5, 5−7, 4−6       |
| Guanyadora | 12.  | 13 de desembre de 1971 | Brisbane                              | Terra batuda | Janet Young          | Barbara Hawcroft Wendy Turnbull       | 6−2, 6−1            |
| Guanyadora | 13.  | 4 de gener de 1972     | Sydney, Austràlia                     | Gespa        | Patricia Edwards     | Virginia Wade Lesley Turner           | 6−1, 6−2            |
| Guanyadora | 14.  | 19 de gener de 1972    | Adelaida, Austràlia                   | Gespa        | Olga Morozova        | Kerry Hogarth Marilyn Tesch           | 6−3, 6−0            |
| Guanyadora | 15.  | 1 de febrer de 1972    | Perth (2)                             | Gespa        | Barbara Hawcroft     | Olga Morozova Janet Young             | 3−6, 6−4, 6−3       |
| Guanyadora | 16.  | 27 de març de 1972     | Johannesburg (2)                      | Dura         | Helen Gourlay        | Winnie Shaw Joyce Barclay             | 6−4, 6−4            |
| Guanyadora | 17.  | 8 de maig de 1972      | Bournemouth                           | Terra batuda | Helen Gourlay        | Brenda Kirk Betty Stöve               | 7−5, 6−1            |
| Guanyadora | 18.  | 15 de maig de 1972     | Guildford, Regne Unit                 | Terra batuda | Helen Gourlay        | Winnie Shaw Joyce Barclay             | 6−2, 6−1            |
| Finalista  | 15.  | 10 de juliol de 1972   | Dublín (2)                            | Gespa        | Karen Krantzcke      | Brenda Kirk Pat Pretorius             | 3−6, 10−8, 2−6      |
| Finalista  | 16.  | 17 de juliol de 1972   | Hoylake (2)                           | Gespa        | Helen Gourlay        | Brenda Kirk Pat Pretorius             | Final no disputada  |
| Guanyadora | 19.  | 1 d'agost de 1972      | Cincinnati, Estats Units              | Terra batuda | Margaret Smith Court | Brenda Kirk Pat Pretorius             | 6−4, 6−1            |
| Guanyadora | 20.  | 7 d'agost de 1972      | Indianapolis, Estats Units            | Terra batuda | Lesley Hunt          | Margaret Smith Court Pam Teeguarden   | 6−2, 6−1            |
| Guanyadora | 21.  | 14 d'agost de 1972     | Toronto                               | Terra batuda | Margaret Smith Court | Brenda Kirk Pat Pretorius             | 3−6, 6−3, 7−5       |
| Guanyadora | 22.  | 21 de novembre de 1972 | Melbourne, Austràlia                  | Terra batuda | Janet Young          | Patricia Coleman Sally Irvine         | 2−6, 6−4, 6−3       |
| Guanyadora | 23.  | 27 de novembre de 1972 | Brisbane                              | Gespa        | Janet Fallis         | Barbara Hawcroft Marilyn Tesch        |                     |
| Finalista  | 17.  | 4 de desembre de 1972  | Perth                                 | Gespa        | Lesley Hunt          | Margaret Smith Court Kazuko Sawamatsu | 2−6, 3−6            |
| Finalista  | 18.  | 11 de desembre de 1972 | Adelaida                              | Gespa        | Helen Gourlay        | Eugenia Birioukova Janet Young        | 3−6, 2−6            |
| Guanyadora | 24.  | 9 de gener de 1973     | Auckland (2)                          | Gespa        | Janet Young          | Barbara Hawcroft Marilyn Tesch        | 6−1, 6−3            |
| Finalista  | 19.  | 26 de febrer de 1973   | Fort Lauderdale, Estats Units         | Terra batuda | Janet Young          | Gail Sherriff Virginia Wade           | 4−6, 6−3, 2−6       |
| Guanyadora | 25.  | 5 de març de 1973      | Dallas, Estats Units                  | Moqueta (i)  | Janet Young          | Gail Sherriff Virginia Wade           | 6−3, 6−2            |
| Finalista  | 20.  | 12 de març de 1973     | Boston, Estats Units                  | Moqueta (i)  | Janet Young          | Marina Kroschina Olga Morozova        | 2−6, 4−6            |
| Finalista  | 21.  | 16 d'abril de 1973     | Saint Petersburg, Estats Units        | Terra batuda | Janet Young          | Chris Evert Jeanne Evert              | 2−6, 6−7            |
| Finalista  | 22.  | 7 de maig de 1973      | Bournemouth (2)                       | Terra batuda | Janet Young          | Patricia Coleman Wendy Turnbull       | 5−7, 5−7            |
| Guanyadora | 26.  | 14 de maig de 1973     | Lee-on-Solent, Regne Unit             | Terra batuda | Janet Young          | Jackie Fayter-Hough Peggy Michel      | 6−1, 6−2            |
| Finalista  | 23.  | 9 de juliol de 1973    | Düsseldorf, Alemanya Occidental       | Terra batuda | Janet Young          | Helga Masthoff Heide Schildknecht     | Final no disputada  |
| Finalista  | 24.  | 16 de juliol de 1973   | Kitzbühel, Àustria                    | Terra batuda | Aleksandra Ivanova   | Olga Morozova Janet Young             | 6−2, 4−6, 2−6       |
| Finalista  | 25.  | 6 d'agost de 1973      | Cincinnati                            | Terra batuda | Janet Young          | Ilana Kloss Pat Pretorius             | 6−7, 6−3, 2−6       |
| Guanyadora | 27.  | 20 d'agost de 1973     | Toronto (2)                           | Terra batuda | Peggy Michel         | Helga Masthoff Martina Navrátilová    | 6−3, 6−2            |
| Guanyadora | 28.  | 9 de setembre de 1973  | Hilton Head, Estats Units             | Dura         | Margaret Smith Court | Chris Evert Billie Jean King          | 3−6, 6−3, 6−4       |
| Guanyadora | 29.  | 10 de setembre de 1973 | Charlotte, Estats Units               | Terra batuda | Janet Young          | Ilana Kloss Martina Navrátilová       | 6−2, 6−0            |
| Guanyadora | 30.  | 10 de desembre de 1973 | Perth (3)                             | Gespa        | Peggy Michel         | Margaret Smith Court Janet Young      | Final no disputada  |
| Guanyadora | 31.  | 24 de desembre de 1973 | Open d'Austràlia (2)                  | Gespa        | Peggy Michel         | Kerry Harris Kerry Melville           | 7−5, 6−3            |
| Guanyadora | 32.  | 7 de gener de 1974     | Auckland (3)                          | Gespa        | Janet Young          | Peggy Michel Wendy Turnbull           | 7−6, 6−1            |
| Guanyadora | 33.  | 8 d'abril de 1974      | Sarasota, Estats Units                | Terra batuda | Chris Evert          | Tory Ann Fretz Cecilia Martinez       | 6−2, 6−2            |
| Finalista  | 26.  | 15 d'abril de 1974     | Saint Petersburg (2)                  | Terra batuda | Chris Evert          | Olga Morozova Betty Stöve             | 4−6, 2−6            |
| Guanyadora | 34.  | 24 de juny de 1974     | Wimbledon                             | Gespa        | Peggy Michel         | Helen Gourlay Karen Krantzcke         | 2−6, 6−4, 6−3       |
| Guanyadora | 35.  | 30 d'octubre de 1974   | Hilton Head (2)                       | Dura         | Virginia Wade        | Chris Evert Billie Jean King          | 3−6, 6−4, 6−3       |
| Guanyadora | 36.  | 25 de novembre de 1974 | Brisbane (2)                          | Gespa        | Peggy Michel         | Vicki Lancaster Cecilia Martinez      | 6−1, 6−2            |
| Guanyadora | 37.  | 2 de desembre de 1974  | Adelaida (2)                          | Gespa        | Peggy Michel         | Martina Navrátilová Kazuko Sawamatsu  | 6−3, 4−6, 7−5       |
| Guanyadora | 38.  | 16 de desembre de 1974 | Sydney (2)                            | Gespa        | Peggy Michel         | Olga Morozova Martina Navrátilová     | 6−7, 6−4, 6−1       |
| Guanyadora | 39.  | 21 de desembre de 1974 | Open d'Austràlia (3)                  | Gespa        | Peggy Michel         | Margaret Smith Court Olga Morozova    | 7−6, 7−6            |
| Guanyadora | 40.  | 6 de gener de 1975     | Auckland (4)                          | Gespa        | Wendy Turnbull       | Laura duPont Cecilia Martinez         | 6−3, 4−6, 6−4       |
| Finalista  | 27.  | 10 de març de 1975     | Houston, Estats Units                 | Moqueta (i)  | Virginia Wade        | Françoise Dürr Betty Stöve            | 6−2, 3−6, 6−7       |
| Guanyadora | 41.  | 24 de març de 1975     | Filadèlfia, Estats Units              | Moqueta (i)  | Betty Stöve          | Rosie Casals Billie Jean King         | 4−6, 6−4, 7−6       |
| Guanyadora | 42.  | 21 d'abril de 1975     | Amelia Island, Estats Units           | Terra batuda | Virginia Wade        | Olga Morozova Rosie Casals            | 4−6, 6−4, 6−2       |
| Finalista  | 28.  | 16 de juny de 1975     | Eastbourne, Regne Unit                | Gespa        | Peggy Michel         | Julie Anthony Olga Morozova           | 2−6, 4−6            |
| Guanyadora | 43.  | 16 de setembre de 1975 | Tòquio, Japó                          | Moqueta (i)  | Margaret Smith Court | Helen Gourlay Ann Kiyomura            | 6−1, 7−5            |
| Finalista  | 29.  | 20 d'octubre de 1975   | Hilton Head                           | Terra batuda | Virginia Wade        | Rosie Casals Chris Evert              | 5−7, 1−6            |
| Finalista  | 30.  | 27 d'octubre de 1975   | Estocolm, Suècia                      | Moqueta (i)  | Virginia Wade        | Françoise Dürr Betty Stöve            | 3−6, 4−6            |
| Finalista  | 31.  | 5 de novembre de 1975  | París, França                         | Moqueta (i)  | Virginia Wade        | Françoise Dürr Betty Stöve            | 6−2, 0−6, 3−6       |
| Finalista  | 32.  | 10 de novembre de 1975 | Dewar Cup Final, Edimburg, Regne Unit | Moqueta (i)  | Virginia Wade        | Françoise Dürr Betty Stöve            | 4−6, 6−7            |
| Guanyadora | 44.  | 15 de desembre de 1975 | Sydney (3)                            | Gespa        | Helen Gourlay        | Heidi Eisterlehner Helga Masthoff     | 6−3, 4−6, 6−3       |
| Guanyadora | 45.  | 26 de desembre de 1975 | Open d'Austràlia (4)                  | Gespa        | Helen Gourlay        | Lesley Turner Renáta Tomanová         | 8−1                 |
| Finalista  | 33.  | 25 de gener de 1976    | Chicago, Estats Units                 | Moqueta (i)  | Martina Navrátilová  | Olga Morozova Virginia Wade           | 7−6(4), 4−6, 4−6    |
| Finalista  | 34.  | 9 d'agost de 1976      | Toronto (2)                           | Terra batuda | Rosie Casals         | Linky Boshoff Ilana Kloss             | 2−6, 3−6            |
| Guanyadora | 46.  | 12 d'octubre de 1976   | Hilton Head (3)                       | Dura         | Sue Barker           | Martina Navrátilová Virginia Wade     | 6−4, 4−6, 6−3       |
| Guanyadora | 47.  | 29 de setembre de 1977 | Hilton Head (4)                       | Dura         | Kerry Reid           | Dianne Fromholtz Virginia Wade        | 5−7, 6−1, 6−4       |
| Finalista  | 35.  | 14 de novembre de 1977 | Sydney                                | Gespa        | Betty Stöve          | Kerry Reid Greer Stevens              | Final no disputada  |
| Guanyadora | 48.  | 6 de desembre de 1977  | Melbourne                             | Gespa        | Betty Stöve          | Patricia Bostrom Kym Ruddell          | 6−3, 6−0            |
| Guanyadora | 49.  | 12 de desembre de 1977 | Sydney (4)                            | Gespa        | Helen Gourlay Cawley | Mona Guerrant Kerry Reid              | 6−0, 6−0            |
| Guanyadora | 50.  | 19 de desembre de 1977 | Open d'Austràlia (5)                  | Gespa        | Helen Gourlay Cawley | Mona Guerrant Kerry Reid              | Final suspesa pluja |
| Guanyadora | 51.  | 30 de gener de 1978    | Chicago                               | Moqueta (i)  | Betty Stöve          | Rosie Casals Joanne Russell           | 6−1, 6−4            |
| Finalista  | 36.  | 6 de març de 1978      | Dallas                                | Moqueta (i)  | Betty Stöve          | Martina Navrátilová Anne Smith        | 3−6, 6−7            |
| Finalista  | 37.  | 13 de març de 1978     | Boston (2)                            | Moqueta (i)  | Betty Stöve          | Billie Jean King Martina Navrátilová  | 3−6, 2−6            |
| Finalista  | 38.  | 7 de maig de 1979      | Roma, Itàlia                          | Terra batuda | Kerry Reid           | Betty Stöve Wendy Turnbull            | 3−6, 4−6            |
| Finalista  | 39.  | 21 de maig de 1979     | Berlín, Alemanya Occidental           | Terra batuda | Kerry Reid           | Rosie Casals Wendy Turnbull           | 2−6, 5−7            |

### Dobles mixts: 9 (6−3)
| Títols per superfície |
| --------------------- |
| Dura (2−1)            |
| Gespa (2−2)           |
| Terra batuda (2−0)    |

| Resultat   | Núm. | Data                   | Torneig                   | Superfície   | Parella           | Oponents                           | Marcador           |
| ---------- | ---- | ---------------------- | ------------------------- | ------------ | ----------------- | ---------------------------------- | ------------------ |
| Finalista  | 1.   | 8 de juny de 1970      | Beckenham, Regne Unit     | Gespa        | Bob Giltinan      | Annette Van Zyl Frew McMillan      | Final no disputada |
| Guanyadora | 1.   | 31 d'octubre de 1970   | Toowoomba, Austràlia      | Terra batuda | Bob Giltinan      | Patricia Edwards Ross Case         | 7−5, 6−4           |
| Guanyadora | 2.   | 5 de juliol de 1971    | Dublín, Irlanda           | Gespa        | Fred Stolle       | Margaret Smith Court Owen Davidson | 6−3, 6−2           |
| Guanyadora | 3.   | 19 de juliol de 1971   | Leicester, Regne Unit     | Gespa        | Bob Hewitt        | Helen Gourlay Hank Irvine          | 6−2, 6−2           |
| Guanyadora | 4.   | 22 de maig de 1972     | Roland Garros, França     | Terra batuda | Kim Warwick       | Françoise Dürr Jean-Claude Barclay | 6−2, 6−4           |
| Finalista  | 2.   | 26 de juny de 1972     | Wimbledon, Regne Unit     | Gespa        | Kim Warwick       | Rosie Casals Ilie Năstase          | 4−6, 4−6           |
| Guanyadora | 5.   | 20 de novembre de 1973 | Johannesburg, Sud-àfrica  | Dura         | Jürgen Fassbender | Ilana Kloss Bernard Mitton         | 6−3, 6−2           |
| Finalista  | 3.   | 30 d'octubre de 1974   | Hilton Head, Estats Units | Dura         | Rod Laver         | Billie Jean King Stan Smith        | 6−3, 5−7, 3−6      |
| Guanyadora | 6.   | 20 d'octubre de 1975   | Hilton Head               | Dura         | Rod Laver         | Rosie Casals Ilie Năstase          | 3−6, 3−6           |

### Equips: 5 (3−2)
| Resultat   | Núm. | Data                    | Torneig                                       | Superfície   | Equip                          | Oponents                                               | Marcador |
| ---------- | ---- | ----------------------- | --------------------------------------------- | ------------ | ------------------------------ | ------------------------------------------------------ | -------- |
| Guanyadora | 1.   | 29 de desembre de 1970  | Fed Cup, Perth, Austràlia                     | Gespa        | Margaret Court Lesley Hunt     | Ann Jones Virginia Wade Winnie Wooldridge              | 3−0      |
| Guanyadora | 2.   | 6 de maig de 1973       | Fed Cup, Bad Homburg, Alemanya Occidental (2) | Terra batuda | Patricia Coleman Janet Young   | Brenda Kirk Patricia Walkden                           | 3−0      |
| Guanyadora | 3.   | 13 − 19 de maig de 1974 | Fed Cup, Nàpols, Itàlia (3)                   | Terra batuda | Dianne Balestrat Janet Young   | Jeanne Evert Julie Heldman Sharon Walsh-Pete           | 2−1      |
| Finalista  | 1.   | 5 − 11 de maig de 1975  | Fed Cup, Ais de Provença, França              | Terra batuda | Dianne Balestrat Helen Gourlay | Miroslava Bendlova Martina Navrátilová Renata Tomanova | 0−3      |
| Finalista  | 2.   | 22 − 29 d'agost de 1976 | Fed Cup, Filadèlfia, Estats Units (2)         | Moqueta      | Kerry Reid                     | Rosie Casals Billie Jean King                          | 1−2      |

## Trajectòria

### Individual
| Torneig | 1967 | 1968 | 1969 | 1970 | 1971 | 1972 | 1973 | 1974 | 1975 | 1976 | 1977 | 1977 | 1978 | 1979 | 1980 | 1981 | 1982 | 1983 | Títols |
| --- | ---- | ---- | ---- | ---- | ---- | ---- | ---- | ---- | ---- | ---- | ---- | ---- | ---- | ---- | ---- | ---- | ---- | ---- | ------ |
| Open d'Austràlia | 3R   | 3R   | 2R   | QF   | F    | F    | F    | G    | G    | G    | A    | G    | A    | A    | 2R   | QF   | 2R   | A    | 4 / 14 |
| Roland Garros | A    | A    | A    | A    | G    | F    | SF   | A    | A    | A    | A    | A    | A    | A    | A    | A    | A    | 3R   | 1 / 4  |
| Wimbledon | A    | A    | A    | 2R   | G    | F    | SF   | QF   | F    | F    | A    | A    | SF   | SF   | G    | A    | 2R   | A    | 2 / 11 |
| US Open | A    | A    | A    | A    | A    | 3R   | F    | F    | F    | F    | A    | A    | A    | QF   | A    | A    | A    | A    | 0 / 6  |
| Rànquing final d'any | −    | −    | −    | −    | −    | −    | −    | −    | 5    | 2    | −    | −    | 3    | 4    | 5    | −    | 17   | 37   |        |
| Llegenda: G: Guanyadora; F: Finalista; SF: Semifinalista; QF: Quarts de final; Q: Qualificació; A: Absent; RR: Round Robin; G/P: Guanyats/Perduts |      |      |      |      |      |      |      |      |      |      |      |      |      |      |      |      |      |      |        |

### Dobles femenins
| Torneig | 1968 | 1969 | 1970 | 1971 | 1972 | 1973 | 1974 | 1975 | 1976 | 1977 | 1977 | 1978 | 1979 | 1980 | 1981 | 1982 | 1983 | Títols |
| --- | ---- | ---- | ---- | ---- | ---- | ---- | ---- | ---- | ---- | ---- | ---- | ---- | ---- | ---- | ---- | ---- | ---- | ------ |
| Open d'Austràlia | 2R   | A    | A    | G    | SF   | SF   | G    | G    | G    | A    | G    | A    | A    | A    | QF   | A    | A    | 5 / 9  |
| Roland Garros | A    | A    | A    | SF   | A    | 2R   | A    | A    | A    | A    | A    | A    | A    | A    | A    | A    | 2R   | 0 / 3  |
| Wimbledon | A    | A    | 3R   | F    | 2R   | SF   | G    | 2R   | 3R   | A    | A    | 3R   | A    | A    | A    | A    | 1R   | 1 / 9  |
| US Open | A    | A    | A    | A    | SF   | SF   | SF   | 2R   | A    | A    | A    | A    | A    | A    | A    | A    | A    | 0 / 4  |
| Llegenda: G: Guanyadora; F: Finalista; SF: Semifinalista; QF: Quarts de final; Q: Qualificació; A: Absent; RR: Round Robin; G/P: Guanyats/Perduts |      |      |      |      |      |      |      |      |      |      |      |      |      |      |      |      |      |        |

### Dobles mixts
| Open d'Austràlia | No celebrat | No celebrat | No celebrat | No celebrat | No celebrat | No celebrat | No celebrat | No celebrat | No celebrat | No celebrat | No celebrat | No celebrat | No celebrat | No celebrat | 0 / 0 |
| Roland Garros | A           | A           | G           | A           | A           | A           | A           | A           | A           | A           | A           | A           | A           | A           | 1 / 1 |
| Wimbledon | QF          | 3R          | F           | A           | QF          | 3R          | A           | A           | A           | A           | SF          | 2R          | A           | 1R          | 0 / 8 |
| US Open | A           | A           | A           | A           | A           | A           | A           | A           | A           | A           | A           | A           | A           | A           | 0 / 0 |
| Llegenda: G: Guanyadora; F: Finalista; SF: Semifinalista; QF: Quarts de final; Q: Qualificació; A: Absent; RR: Round Robin; G/P: Guanyats/Perduts |             |             |             |             |             |             |             |             |             |             |             |             |             |             |       |